# شیلدویچ
شیلدویچ (به انگلیسی: Sheldwich) یک محله مدنی و روستا در بریتانیا است که در Swale واقع شده‌است. شیلدویچ ۴۹۱ نفر جمعیت دارد.